# María Písareva
María Písareva (Unión Soviética, 19 de abril de 1933-10 de diciembre de 2023)fue una atleta soviética, especializada en la prueba de salto de altura en la que llegó a ser subcampeona olímpica en 1956.

## Carrera deportiva
En los JJ. OO. de Melbourne 1956 ganó la medalla de plata en el salto de altura, con un salto de 1,67 metros, quedando en el podio tras la estadounidense Mildred McDaniel que con 1,76 m batió el récord del mundo, y empatada con la británica Thelma Hopkins (también 1,67 metros).